# Otto von Wätjen
Otto Christian Heinrich von Waetjen ou Waetien, Wäjten selon la nouvelle orthographe (de), né le 17 juillet 1881 à Düsseldorf et mort le 4 février 1942 à Munich, est un peintre figuratif allemand, parisien et par les thèmes qu'il peint et par l'attachement à ses souvenirs de jeunesse[pas clair]. Il appartient à cette génération perdue (de) d'intellectuels qui ont fait émerger l'art moderne dans la République de Weimar et dont l'œuvre avant-gardiste a été durablement anéantie par le nazisme.
Son œuvre, sans se départir d'une tendance post-impressionniste et  fauviste, est un florilège d'influences, à commencer par celle de Marie Laurencin, qui fut sa femme de 1914 à 1921. Il montre un réel talent qui ose superposer des techniques différentes maîtrisées avec excellence et dans un esprit créatif en forme de synthèse des courants artistiques de ses prestigieux amis. Il était lié à Braque, Le Douanier, Pascin, Lebasque et Bonnard.
Son œuvre, rare, est recherchée des nombreux amateurs de ces artistes persécutés par le régime politique qui sévissait en Allemagne. 

## Biographie

### L'héritage maternel (1881-1904)

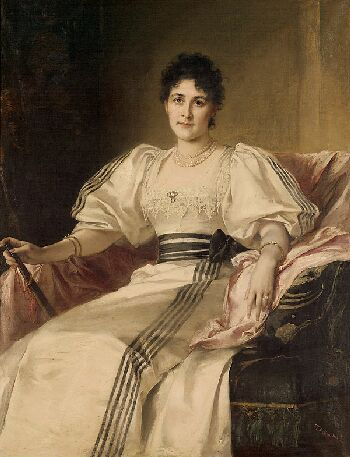
Portrait de sa mère un an avant sa naissance peint par Kaulbach.

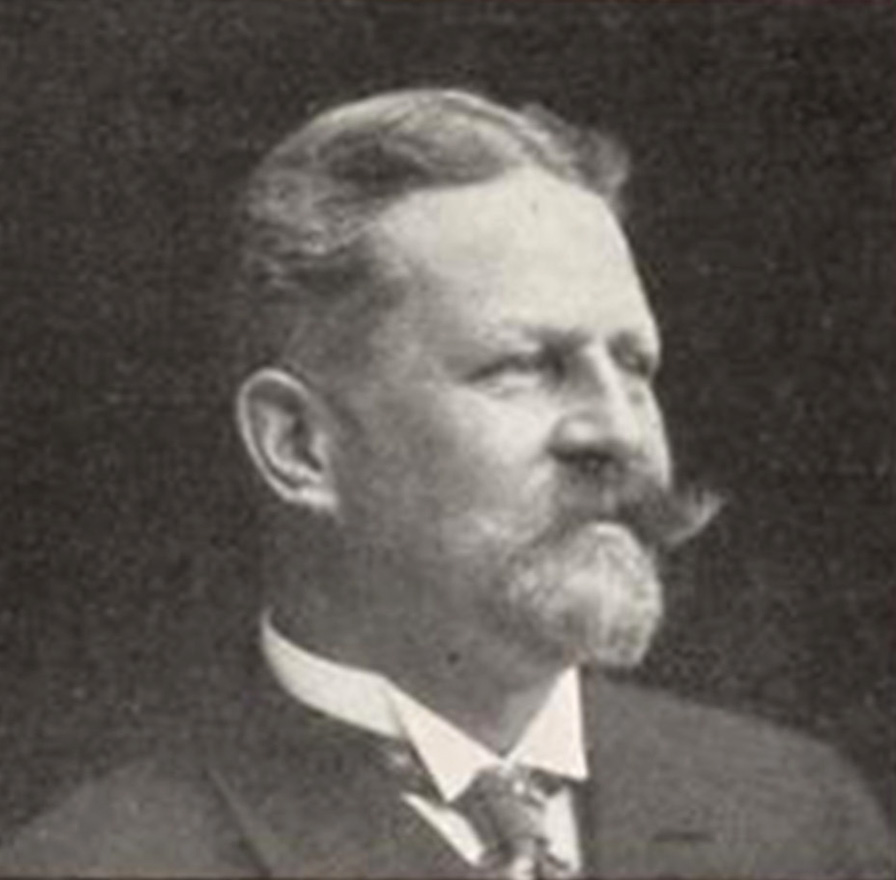
Son père.

Le père d'Otto von Waetjen, Hermann von Wätjen (de), est le cinquième fils de Christian Heinrich Wätjen (de), lui-même héritier de l'armateur brémois Diedrich Heinrich Wätjen (de). Ses fonctions de conseiller d'État lui ont valu d'être anobli et de pouvoir transmettre le titre de Freiherr de Waetjen (de), qui est un fief de complaisance.
La mère d'Otto von Waetjen, Clara Vautier, est la fille du peintre suisse Benjamin Vautier. Elle a dix huit ans quand elle épouse un mari de onze ans son aîné et dix neuf quand elle tombe enceinte d'Otto. Suivront Élisabeth Louise (1884–1966), dite Lilli, Paul Clément (1886–1947), qui deviendra historien de l'art, Gerda Agnes (1886-?), cantatrice, Hans Hermann (1905–1922), qui mourra à l'âge de dix sept ans.
Devenu étudiant, Otto interrompt des études d'ingénieur au bout d'une année pour s'inscrire en 1901 à l'Académie des beaux-arts de Munich. Il y suit les cours de Heinrich Knirr. De 1902 à 1903, il étudie la peinture à Savièse auprès de son oncle maternel Otto Vautier (de).

### L'aventure de l'art moderne

#### Dômier (1905-1909)
En janvier 1905, Otto von Waetjen rejoint le Paris cosmopolite des arts et des amours que célébrera Franz Hessel. Il s'inscrit à l'Académie Humbert. Dilettante fortuné, il tient table d'hôte pour ses compatriotes tous les dimanches midi au Bar Royal. Au son déjà présent du jazz, il fait la bombe avec un Wilhelm Uhde, son aîné qui, à trente ans passé, se lance dans le commerce de l'art.
Deux ans plus tard, il s'installe 65 rue de Douai, non loin du Montmartre de Max Jacob et Pablo Picasso. Il y mène une vie libre qui n'est pas exempte d'aventures féminines. Il devient un « dômier ». Au café de Montparnasse, il croise Alfred Henry Maurer et Patrick Bruce. C'est le quartier général des artistes américains et allemands. Il y fréquente le critique Adolphe Basler, qui lui achète une Maternité, Rudolf Tewes (de), ex membre du Nuage doré (de), le taciturne Ernst Matthes, le viennois Carl Moll.
C'est lui qui, accueillant un autre compatriote débutant dans le commerce de l'art arrivé en 1906, l'héritier Alfred Flechtheim, fait rencontrer celui-ci Wilhelm Uhde. Ils découvrent ensemble dans l'atelier que ce dernier loue dans un monastère aux environs des Invalides, les premiers tableaux cubistes de Georges Braque et Pablo Picasso à côté de ceux du Douanier. L'aristocrate entraîne les deux hommes pour une nuit blanche dans les cabarets de Montmartre, Au Lapin Agile, Le Grelot, Le Bar Royal, Le Palmyre. Avec Nils von Dardel, Jules Pascin, Edwin Suermondt (de), Ernst Matthes, Rodolphe Lévy, ils se joignent à « la bande à Picasso ». Les nuits se terminent couchés dans le gazon.
En janvier 1909, sa sœur Gerda, qui est cantatrice, épouse le sculpteur Hermann Haller. Les jeunes mariés le rejoignent à Paris. Les mois d'été se passent ensemble dans la maison familiale du Cap Ferret.

#### Sonderbund (1910-1912)
En 1910, Otto von Waetjen retourne à Düsseldorf, où, loin du Munich estudiantin et du Berlin populaire, règne le conservatisme et l'académisme. Comme Rudolf Bosselt et Fritz Helmuth Ehmcke, artistes marqués par l'Art nouveau, mais aussi Otto Sohn-Rethel, Ernst te Peerdt, Christian Rohlfs, il rejoint d'autres artistes modernes rhénans, Walter Ophey, Julius Bretz, Max Clarenbach, August Deusser, Wilhelm Schmurr, pour fonder la Contre ligue, en allemand Sonderbund, groupe créée sous ce nom dès mai 1908.
En 1911, le marchand d'art Alfred Flechtheim organise une exposition qui les fait découvrir aux Allemands. L'opération est renouvelée l'année suivante à Cologne.
En 1912, peu après la mort de son père, Otto von Waetjen revient à Paris, où il prend un appartement 31 rue Campagne-Première, à Montparnasse. Il jouit désormais d'une rente de quarante mil marks or, soit cinquante mil francs or.

#### Marie (1913-1914)
De nouveau parisien, Otto von Waetjen retrouve son cousin Thankmar von Münchhausen, l'éditeur de Rainer Maria Rilke, dans le cercle des artistes allemands qui ont adopté Paris et ont leurs habitudes au café du Dôme, Hans Purrmann, Friedrich Ahlers-Hestermann (de), Rudolf Levy, trois élèves de Matisse, les graveurs Ernesto de Fiori, Wilhelm Lehmbruck, Edwin Suermondt (de)…
Il y rencontre un collègue d'Alfred Flechtheim, lequel à Noël 1913 ouvrira sa propre galerie à Düsseldorf, en face de celle d'Eduard Schulte, Pierre Roché. Celui-ci, libertin connu ultérieurement sous le pseudonyme de Henri Pierre Roché, le présente à Marie Laurencin. En 1913, celle-ci choisit pour être son amant de l'été, en remplacement de Thankmar von Münchhausen, Otto von Waetjen.
En mars 1914, avec les jeunes artistes précédemment exclus de l'exposition annuelle de la Sécession berlinoise par Paul Cassirer, commissaire en 1913, il participe à Berlin à la première exposition de la Sécession libre. Le peintre impressionniste Max Liebermann, âgé de soixante six ans, en prend la présidence. L'acte est celui de la naissance de l'expressionnisme en tant que mouvement indépendant.
Sa liaison avec Marie Laurencin est pour Otto von Waetjen plus qu'un amour de vacances. Celle-ci va avoir trente ans et mène depuis plus de dix ans une relation saphique secrète avec Yvonne Chastel, qui vient d'épouser Jean-Joseph Crotti. N'ayant pas réussi à renouer avec le complaisant Pierre Roché, c'est le baron que de son côté elle épouse, le 24 juin 1914.

### Exil espagnol

#### Le choix antimilitariste (1914-1915)
La guerre déclenchée pendant leur voyage de noces, Otto von Waetjen refuse de prendre les armes contre le pays de sa femme et de ses amis. Il est passible d'incarcération, tant en France comme citoyen ennemi qu'en Allemagne comme déserteur. Au cours d'un interminable exil forcé en Espagne, pays neutre, son couple va rapidement se déliter, elle le trompant avec des aventures de passage, masculines ou féminines, lui se perdant dans l'alcool, qu'il a mauvais. Plein de grâce et d'attention quand il est sobre, dans les moments d'ivresse, comme le faisait Guillaume Apollinaire, il bat sa compagne.
Il ne peint pas, le marché de l'art étant interrompu par le gel des transferts de fonds, mais fréquente avec sa femme les artistes de passage. En novembre 1914, il est à Madrid de ce groupe dénoncé par la presse conformiste comme des « anarchistes » qui réunit au café de Pombo (es) autour de Diego Rivera la tertulia de Ramon Gomez de la Serna, Alfonso Reyes et Jesus Acevado, puis Tsugouharu Foujita et Kawashima Rüchiro, Jacques Lipchitz et María Blanchard, enfin les orphistes Sonia et Robert Delaunay.
Au printemps 1915, le couple s'installe à Malaga, villa Carmen, avenue de la Rosaleda, puis villa Bella Vista, avenue Jorge de Silvela. Les Waetjen y reçoivent la visite d'un agent en service commandé par les services secrets de l'A III b, Hanns Heinz Ewers, qui avait été l'amant de Marie Laurencin durant les vacances 1911 et qui le redevient le temps de son séjour.

#### Barcelone Dada (1916-1917)
Le couple rejoint début avril 1916 à Barcelone, qui est alors une petite ville, le groupe Dada qu'Albert Gleizes et sa femme Juliette Roche ont reconstitué autour de la galerie de Joseph Dalmau. Ils y trouvent Serge Charchoune, Ricciotto Canudo de passage lors d'une permission, Chana Orloff, Olga Sacharoff et son mari Otho Lloyd, Valentine de Saint-Point. En juillet, arrivent Gabriële Buffet et le mari de celle-ci, Francis Picabia. Otto von Wätjen laisse complaisamment sa femme passer l'août avec Nicole Groult, amante de celle-ci venue pour un mois de Paris.
En juillet 1917, il assiste avec sa femme à la représentation de Parade donnée au Grand théâtre du Liceu de Barcelone. Ont fait le déplacement Pablo Picasso, qui refuse de parler à tout Allemand, la rayonniste Nathalie Gontcharova et son mari Michel Larionov, Gertrude Stein et sa compagne Alice B. Toklas, qui au contraire se montrent aimables.

#### Madrid (1918-1919)
Au début de mars 1918, les Waetjen s'installent pour un an et huit mois à Madrid dans une maison que leur prête Cécile de Madrazo, jeune parente de sa célèbre homonyme (es), rue Philippe IV, en face du Prado. Il peint Nuit espagnole. Deux jeunes dames au jardin., chaste scène du lesbianisme de sa femme et de Cécile de Madrazo dans un décor évoquant Le Douanier.

### L'avant garde allemande

#### Retour et divorce (1920-1921)
Le couple retrouve à la fin novembre 1919 une Allemagne ruinée et Otto von Waetjen essaie de relancer son activité. Il participe aux expositions organisées à Hanovre par la Kestnergesellschaft et rejoint, comme tous ses camarades de la Contre ligue, La Jeune Rhénanie. Jusqu'en 1933, ses œuvres figureront régulièrement dans les expositions organisées par ce mouvement fondé par Herbert Eulenberg, Arthur Kaufmann et Adolf Uzarski dans la perspective d'une expression culturelle distincte du pangermanisme prussien soutenue par l'Union des amis de l'art des pays du Rhin (de) du Grand Duc de Hesse Ernest Louis et son journal Die Rheinlande. Otto von Waetjen est désormais coupé du marché parisien et part dès 1920 à Munich, où le quartier de Schwabing est un foyer culturel d'une autre dimension. Il y retrouve son fidèle ami dômier Rodolphe Lévy et reçoit la visite de Pierre Roché qui a fait le voyage depuis Paris et qui consacre son été à renouer les contacts.
Ses tableaux les plus réussis sont collectionnés par Alfred Flechtheim lui-même, qui leur réserve son cabinet privé. Le marchand d'art lui organise au printemps 1920 dans la galerie du 7 rue de l'Allée à Düsseldorf, qu'il a rouverte, une exposition avec Paul Goesch et Renée Sintenis. Il le présente en outre dans son catalogue au côté de sa femme, qui partage la première place avec Max Ernst, ainsi que dans les succursales de Berlin et de Francfort.
Marie von Waetjen, « femme de boche » dont le peu de biens qu'elle possédait en France a été spolié par l'état et qui a perdu sa nationalité française, ne l'est pas du tout en France, où Pablo Picasso et son cercle, pour des raisons personnelles, font désormais barrage comme à une traitresse à sa patrie, voire à l'assassin d'Apollinaire. Un journaliste allemand du Collectionneur déclare ironiquement, en français, « Nous avons perdu la guerre, mais nous avons gagné Marie! ».
En fait, elle vit séparée de son mari depuis leur arrivée à Munich mais sa belle mère, avec laquelle elle ne s'entend pas, refuse d'envisager qu'une pension ne lui soit versée si bien que le divorce est reporté jusqu'au 25 juin 1921. À cette date, « Mademoiselle Laurencin » a fait fortune après qu'a été vendu par Pierre Roché au millionnaire John Quinn six œuvres, dont un autoportrait qui décrit sa situation maritale et qu'elle a intitulé Princesse P..., pour Princesse Putain. Toutefois, si elle demande le divorce, c'est plus que toutes autres raisons pour retrouver sa nationalité française et réaliser ainsi une condition imposée par le diplomate, amoureux d'elle, Jean Giraudoux.

#### La Jeune Rhénanie (1921-1922)
La famille Waetjen ruinée par le soulèvement de la Ruhr, le baron Otto continue sa vie de bohème et adhère à la Ligue des artistes allemands, association qu'il a rejoint à Munich et qui organise chaque année dans une ville différente une exposition représentative de l'art moderne. C'est sous cette étiquette qu'il expose jusqu'en octobre 1921 au Palais des arts de Hambourg un Portrait subversif de femme peint à la manière de Marie Laurencin mais avec des contrastes plus expressifs qui préfigurent Tamara de Lempicka. La pose aristocratique dans des voiles de deuil contraste avec l'ampleur du décolleté et l'outrance du maquillage. Provocation mêlant moralité religieuse et désir sexuel, le rebord du lit se confond avec un accoudoir de prie dieu, si bien que le spectateur ne sait s'il contemple une mélancolique épouse ou une élégante prostituée.
En décembre 1921 et janvier 1922, Alfred Flechtheim, 34 Allée du Roi à Düsseldorf, consacre une exposition collective à Max Burchartz (de), Heinrich Campendonk, Werner Heuser, Heinrich Nauen, et Otto von Waetjen. Effectivement, celui-ci jouit désormais d'une certaine notoriété. Avec Heuser et Nauen ainsi que leur aîné Christian Rohlfs, il est provisoirement intégré à l'Académie des Beaux Arts de Düsseldorf en tant qu'invité.
Au printemps 1922, l'orientation internationale donnée à l'exposition annuelle organisée à la Galerie d'art (de) de Düsseldorf, la Grande exposition d'art, provoque des dissensions entre jeunes artistes expressionnistes prônant l'engagement et confrères opposés à la subordination de la création à un projet politique. Elle exacerbe les divergences quant à l'interprétation à donner à l'appel fondateur lancé deux ans plus tôt à Berlin par le Soviet des arts. Les premiers se regroupent sous la bannière de l'Expressionnisme rhénan. Les artistes de la Sécession dresdoise et ceux de la Contre ligue, dont Otto von Waetjen, appellent au boycott de la manifestation au nom de la sauvegarde de la diversité des styles et des tendances. Ils sont rejoints par l'ensemble de La Jeune Rhénanie, qui fait sécession et se regroupe autour de la galerie de Johanna Ey (de).
Durant l'été, Otto von Waetjen retrouve sa famille dans le manoir que les Waetjen possède à Altenrode (de). Il y accueille en convalescence son ex-femme, qui a été opérée au printemps 1922 d'un cancer de l'estomac. En septembre, le couple divorcé s'y retrouve avec la sœur d'Otto, la cantatrice Gerda Friedberg, et le second mari de celle-ci, le pianiste Carl Friedberg (de).

#### La sécession rhénane (1923-1932)
La Jeune Rhénanie ne survit pas à l'échec de la Grande exposition d'art de 1922. Otto von Waetjen, qui compte dans le nouveau paysage artistique allemand, est de ceux qui constituent le Groupe du Rhin (Rheingruppe). Il participe à leur première exposition, aux côtés des peintres et sculpteurs Jankel Adler, Otto Dix, Arthur Kaufmann, Adolf Uzarski, Gert Henri Wollheim, Theo Champion (de), Ferdinand Charles Cürten (de), Arthur Erdle (de), Ernest Gottschalk (de), Werner Heuser, Louis ten Hompel (de), Heinz Kamps, Heinz May, Walter Ophey, Jupp Rübsam (de), Bernard Sopher (de). A cette occasion, le plus jeune d'entre eux, Arno Breker, réalise un portrait du groupe.
En 1924, il illustre d'un dessin à la plume, qui montre un soldat en uniforme emmenant par la taille deux prostituées, un poème antimilitariste d'Oskar Kanehl, spratakiste membre de l'AAUD unitaire, qui fait l'apologie de la désertion.
Le 15 juillet 1925, Otto von Waetjen est à la galerie Flechtheim de Düsseldorf avec ceux, tous conscients de la montée de Hitler, du développement de l'antisémitisme et des dangers du nazisme, qui fêtent les cinquante ans de Rudolf Levy. Ce dernier mourra en janvier 1944 dans le train l'emportant de la prison des Murs (it), à Florence, vers Auschwitz.
Un an plus tard, Otto von Waetjen est sélectionné pour le salon de printemps de l'Académie des arts de Berlin, qui se tient annuellement dans le palais Arnim (de).
En 1928, il profite du passage à Düsseldorf de l'exposition annuelle de Ligue des artistes allemands pour présenter une scène à la manière de Marie Laurencin. Alfred Flechtheim continue de le soutenir a minima.

### Dégénéré (1933-1942)
L'inflation qui suit la crise de 1929 achève de mettre à mal la situation patrimoniale d'Otto von Waetjen. Une fois Hitler nommé Chancelier, le 30 janvier 1933, les nazis de la Ligue militante pour la culture allemande n'ont plus de freins pour fustiger sous le terme d'art dégénéré l'art moderne « judéobolchévique » promu jusqu'alors par la Ligue des artistes allemands dans la voie de l'expressionnisme. Le 8 avril, la direction de la Ligue est confiée à un membre du NSDAP, Hans Adolphe Bühler (de), lequel s'empresse d'organiser la série des Expositions d'art dégénéré, qui sera inaugurée dès septembre à Dresde.
Le 21 avril 1933, Paul Klee, Heinrich Campendonk, Ewald Mataré, Otto Dix et Heinrich Nauen sont démis des postes d'enseignants qu'ils occupent à l'Académie des Beaux Arts de Düsseldorf. Ils le sont en application de la loi dite GWB votée le 7 avril contre les fonctionnaires que le gouvernement regarde comme hostiles. En faisant ses adieux, Paul Klee déclare « Messieurs, il y a en Allemagne une odeur douteuse de cadavre. » D'autres, tels Max Clarenbach, Wilhelm Schmurr, Alexandre Zschokke (de) et Werner Heuser, entrent dans une « émigration intérieure » et acceptent de conserver un poste mais leurs œuvres passées sont reléguées.
A la fin des années trente, faisant partie de ces artistes interdits d'exposition, et donc de vente, Otto von Waetjen tombe dans l'indigence et se réfugie à Paris, où Marie Laurencin lui apporte un secours financier.
Durant l'Occupation, son ex-femme, très catholique, se laisse dans un premier temps entraîner par la politique de collaboration intellectuelle qu'en dépit de l'opposition de l'état major, mène l'ambassadeur « francophile » Otto Abetz et lui-même retourne à Munich, où il meurt prématurément, deux ans avant sa mère.

## Œuvre peint

### Période Dôme
- Au Théâtre.

Œuvre importante de l’artiste traitée à l’huile avec une touche post-impressionniste.
- Scène de cabaret et portrait d'homme, 1907.
- Filles de bar à Paris, huile sur carton, 38x33,8 cm, 1910.
- Au jardin, 1912.
- Maternité, huile sur carton rigide, 88,5x76,5 cm

Non signée, attribuée à l’artiste.
- « L’auberge aux cerisiers fleuris » Une des œuvres majeures du peintre. Paysage post-impressionniste, huile sur toile format 20P (73 par 54 cm) datée 1908, signée de son monogramme O V W en bas à droite, contresignée au dos avec son nom et son adresse parisienne  « 65 rue de Douai ».
- Portrait de femme, huile sur toile, format 20 P, 73 par 54 cm.

### Période espagnole
- Paysage de la côte espagnole, huile sur toile, 60,5x73,2 cm.
- Nuit espagnole. Deux jeunes dames au jardin., 1918?, huile sur toile, 82x67 cm.
- Espagnole, 1919, huile, 73x53 cm.
- Espagnole dans sa loge, 1919, huile sur toile, 90,5x61 cm.

### Portraitslaurencins
- Jeune femme à l'éventail, 1919, huile sur toile, 73x53 cm.
- Portrait d'une jeune dame, ca. 1920, huile avec gouache sur carton, 55x46 cm.
- Portrait d'une jeune femme, 1922, huile sur planche, 52,9x42 cm.
- Sans titre, 1924, huile sur carton, 26,8x22 cm., portrait de jeune fille aux nattes rousses.
- Deux jeunes élégantes, 1925, huile sur toile, 55x46 cm.
- Portrait de Jeanne Bailhache, 1926.
- Grit Hegesa (de), 1926.
- Jeune femme assise, 1927, huile sur toile, 105,5x76 cm.
- Madame Grote-Suren, 1928, pastel.
- Dame à l'écharpe bleue. Portrait de Pélagie Faust, huile sur carton, 47,4x37,5 cm.
- Jeune femme, 1940, huile sur carton, 50,5x41,5 cm.

### Scènes de l'entre deux guerres
- Scène urbaine, crayon, 54 × 45 cm.
- Port, aquarelle, 55,5 × 79 cm.
- Mer baltique, 1922, huile.
- Fête d'une nuit d'été, 1927, huile sur toile, 65,5x80 cm.
- Bar à Marseille, 1928, huile.
- Café jardin, entre 1920 et 1929, aquarelle, gouache, crayon de couleur, crayon noir, brosse, plume à l'encre sur carton, 48x63 cm.
- Après midi dans le sud de la France, 1929, aquarelle et encre de Chine sur papier, 37x44 cm.
- Au café de la rue, 1930, pastel, 62,5x40 cm.
- Au café de la rue, 1930, pastel sur papier, 60x48 cm.
- À un coin de rue dans Paris, 1930, crayon et aquarelle, 62,5x49,5 cm.

Même sujet que le précédent.
- Les Équilibristes, 1932, pastel, 68,5x54,5 cm.

### Paysages expressionnistes
- Paysage italien, huile sur toile, 60x74 cm.
- Banlieue, 1921, huile.
- Patinoire, sur carton noir, 15x24 cm, 1926.
- La rue de Budapest (de) à Berlin à quatre heures du matin en mars, 1932, pastel.

## Œuvre dessiné

### Lithographies
- Les sœurs de l'artiste et Marie Laurencin (à droite), renommée La Terrasse, 1922, 37,5x29,5 cm.

La lithographie, ayant probablement appartenu à Marie Laurencin, tombe dans la succession d'Émile Laboureur, maître et amant de celle-ci.
- A l'Opéra, 1924.

### Illustration
- O Kanehl, Le Déserteur[42], 1924, dessin à la plume pour un poème.
- E. T. A. Hoffmann, trad. J. Aymonier, Trois contes, Éditions M.-P. Trémois, Paris, 1929, in 4, 13 lithographies et 3 textes lithographiés, 525 ex. num., 500 sur vélin d'Arches,

La Maison déserte, L'Homme au sable, La Leçon de violon.

## Expositions

### Expositions collectives anthumes
- Internationale Kunstausstellung des Sonderbundes Westdeutscher Kunstfreunde und Künstler zu Cöln 1912, Palais des expositions de la ville de Cologne à la porte d'Aix, Cologne, mai - septembre 1912.
- Internationale Ausstellung in der Kunsthalle Bremen 1914, Palais des arts de Brême, Brême, février - mars 1914.
- James Ensor - Deutsche Künstler des Café du Dôme - Gemälde, Graphik., Kestnergesellschaft, Hanovre, septembre - novembre 1919.
- Otto von Waetjen - Paul Goesch - Renée Sintenis, Galerie Alfred Flechtheim, Düsseldorf, avril - mai 1920.

### Inclusions dans des expositions posthumes
- Annette Gauthier-Kampka, Café du Dôme - Deutsche Maler in Paris 1903–1914, Palais des arts de Wilhelmshaven (de), Wilhelmshaven, août - septembre 1996.
- Ulrich Krempel, Am Anfang : Das Junge Rheinland - Zur Kunst- und Zeitgeschichte einer Region 1918–1945, Palais des arts de Düsseldorf, Düsseldorf, février - avril 1985.

### Sources
1. ↑  Berliner Tageblatt, p. 4, soir du 6 mars 1929.
2. ↑  F. Hessel, Pariser Romanze. Papiere eines Verschollenen., E. Rowohlt, Berlin, 1920, 139 p.
rééd. post. M. Flügge (de), Coll. Lilienfeldiana, vol. XV, Éditions Lilienfeld, Düsseldorf, 2012  (ISBN 978-3-940357-28-1)
rééd. Lindhardt og Ringhof, Copenhague, 2017  (ISBN 9788711506844), 142 p.
3. ↑  W. Uhde, De Bismarck à Picasso, p. 128, Linteau, Paris, 2002  (ISBN 9782910342227).
4. ↑  A. Flechtheim, « Zehn Jahre Kunsthändler », in Der Querschnitt, Vol. II, p. 152, Galerie Alfred Flechtheim, Düsseldorf, 1922  (ISSN 0176-9308)
5. 1 2  M. Hartley, « A propos du Dôme etc. », in Der Querschnitt, Vol. II, p. 238, Galerie Alfred Flechtheim, Düsseldorf, 1922  (ISSN 0176-9308)
6. ↑  F. Fels, « Montparnasse », Der Querschnitt, Vol. IV, p. 226, Galerie Alfred Flechtheim, Düsseldorf, avril 1924  (ISSN 0176-9308).
7. ↑  R. Grossmann, « Errinerungen an Ernst Matthes », in Der Querschnitt, Vol. XV, n°. 5-6, p. 110, Galerie Alfred Flechtheim, Düsseldorf, 1922  (ISSN 0176-9308).
8. 1 2  A. Flechtheim, « Wilhelm Uhde zum 50. Geburstage », Der Querschnitt, Vol. IV, p. 252, Galerie Alfred Flechtheim, Düsseldorf, avril 1924  (ISSN 0176-9308).
9. 1 2 3  A. Flechtheim, « Wilhelm Uhde zum 50. Geburstage », Der Querschnitt, Vol. IV, p. 253, Galerie Alfred Flechtheim, Düsseldorf, avril 1924  (ISSN 0176-9308).
10. ↑  Internationale Kunstausstellung des Sonderbundes Westdeutscher Kunstfreunde und Künstler zu Cöln, p. 12, Dumont Schauberg, Cologne, 1912.
11. 1 2 3 4 5  Der Querschnitt, Vol. XV, n°. 5-6,
p. 175, Galerie Alfred Flechtheim, Düsseldorf, 1922.
12. ↑  F. Kuetgens, « Edwin Suermondt – Heinrich Nauen », in Aachener Kunstblätter, n° 22, p. 83, Association des musées d'Aix-la-Chapelle, Aix-la-Chapelle, 1961.
13. ↑  Katalog der ersten Ausstellung des freien Secession, Maison des expositions du Cours des Princes électeurs S.A., Berlin, 1914.
14. ↑  D. Schubert, « Anmerkungen zur ersten Ausstellung der Freien Secession in Berlin, April 1914. », in Jahrbuch der Berliner Museen NF, Vol. LII, p. 127-140, Mann Gebr., Berlin, 2010  (ISBN 9783786126386).
15. ↑  B. Meyer-Stabley, Marie Laurencin, p. 140, Pygmalion, Paris, 2011,  (ISBN 978-2-7564-0430-1).
16. ↑  E.L. Kahn, « Marie Laurencin : une femme inadaptée », in Feminist history of art, p. 8, Ashgate (en), Aldershot (Hampshire), 2003  (ISBN 0-7546-0715-1)
17. ↑  V. de la Fuente, Dada à Barcelone, Éditions des Albères.
18. ↑  B. Meyer Stabley, Marie Laurencin, p. 171, Pygmalion, Paris, 2011,  (ISBN 978-2-7564-0430-1).
19. ↑  Das Junge Rheinland. Vorläufer - Freunde - Nachfolger. 30. September - 30. Dezember 2006., musée municipal de la capitale régionale, Düsseldorf, 2006.
20. ↑  B. Elsner Heller, « Was heißt hier „modern“? », in Südkurier (de), Constance, 7 décembre 2013.
21. ↑  K. Koetschau, « Das junge Rheinland », Die Rheinlande, p. 133, Bagel (de), Düsseldorf, juillet-août 1919.
22. ↑  Der Querschnitt, Vol. IV, p. 184, Galerie , Düsseldorf, avril 1924  (ISSN 0176-9308).
23. ↑  « Otto von Waetjen, Paul Goesch, Renée Sintenis : vom 10. April bis 1. Mai 1920 », in Ausstellund-Katalog, n° 43, Galerie Alfred Flechtheim, Düsseldorf, 1920.
24. ↑  Der Querschnitt, Vol. I, p. 11, Galerie , Düsseldorf, avril 1924  (ISSN 0176-9308).
25. ↑  Der Querschnitt, Vol. I, p. 18-21, Galerie , Düsseldorf, avril 1924  (ISSN 0176-9308).
26. ↑  Der Querschnitt, Vol. I, p. 22 & sq., Galerie , Düsseldorf, avril 1924  (ISSN 0176-9308).
27. ↑  Der Querschnitt, Vol. XV, n°. 5-6, p. 177, Galerie Alfred Flechtheim, Düsseldorf, 1922.
28. ↑  Der Querschnitt, Vol. II, p. 201, Galerie Alfred Flechtheim, Düsseldorf, 1922  (ISSN 0176-9308)
29. ↑  Der Querschnitt, Vol. XV, n°. 5-6, p. 64, Galerie Alfred Flechtheim, Düsseldorf, 1922.
30. ↑  F. Brout, Marie Laurencin, p. 19, Mercure de France, Paris, 1987.
31. ↑  Der Querschnitt, Vol. XV, n°. 5-6, p. 194, Galerie Alfred Flechtheim, Düsseldorf, 1922  (ISSN 0176-9308).
32. ↑  J. Pierre, Marie Laurencin, p. 82, Somogy, Paris, 1988.
33. ↑  M. Laurencin, Lettre, in Catalogue d'enchères, lot n° 129, Binoche & Giquello SVV, Paris, 12 mai 2017.
34. ↑  Der Querschnitt, Vol. XV, n°. 5-6, p. 178, Galerie Alfred Flechtheim, Düsseldorf, 1922  (ISSN 0176-9308).
35. ↑  H. Wedderkop, Feuerbücherei, Vol. II "Deutsche Graphik des Westens", Feuerverlag, Weimar, 1922.
36. ↑  Der Querschnitt, Vol. XV, n°. 5-6, p. 130, Galerie Alfred Flechtheim, Düsseldorf, 1922.
37. ↑  F. Heckmann, « Das junge Rheinland in Düsseldorf 1919-1929 », in S. Barron, German expressionism 1915-1925 : the second generation., p. 95, Musée d'art du comté, Los Angeles, 1950.
38. ↑  Coll., « An die deutsche Künslterschaft und die deutschen Kunstfreunde. », in La Jeune Rhénanie, n° 6, p. 17, Düsseldorf, mars 1922.
39. ↑  Der Querschnitt, p. 202, Galerie Alfred Flechtheim, Düsseldorf, février 1922  (ISSN 0176-9308).
40. ↑  Deutsche Kunst und Dekoration, vol. LI, Alexander Koch, Darmstadt, mars 1923.
41. ↑  A. Kaufmann, in I. Markovitch & R. Andrée, Avantgarde Gestern, Musée d'art, Düsseldorf, 1970.
42. 1 2 3  Der Querschnitt, Vol. IV, p. 106, Galerie Alfred Flechtheim, Düsseldorf, avril 1924  (ISSN 0176-9308).
43. ↑  Catalogue des enchères, p. 227, Stargardt, 2010.
44. ↑  Frühjahrsausstellung Mai/ Juni 1926, Académie des arts, Berlin, 1926.
45. 1 2  Der Querschnitt, Vol. VIII/2, p. 608, Galerie , Düsseldorf, 1928  (ISSN 0176-9308).